# Rob Friend
Rob Friend (ur. 23 stycznia 1981 w Rosetown) – kanadyjski piłkarz występujący na pozycji napastnika. Zawodnik Los Angeles Galaxy.

## Kariera klubowa
Friend karierę piłkarską rozpoczynał w 1999 roku w ekipie WMU Broncos z uczelni University of Western Michigan. W 2001 roku przeniósł się na University of California, Santa Barbara i zaczął grać tam w uniwersyteckim zespole UCSB Gauchos. Po zakończeniu studiów, w czwartej rundzie draftu został wybrany przez Chicago Fire. Zdecydował się jednak przenieść do norweskiego klubu do Moss FK z Adeccoligaen. W 2004 roku przeszedł do Molde FK grającego w Tippeligaen. W 2005 roku zdobył z nim Puchar Norwegii.
W 2006 roku Friend podpisał kontrakt z holenderskim SC Heerenveen. W Eredivisie zadebiutował 19 sierpnia 2006 roku w wygranym 3:2 meczu z ADO Den Haag. 26 sierpnia roku w wygranym 5:0 pojedynku z Willem II Tilburg strzelił pierwszego gola w Eredivisie. Na początku 2007 roku został wypożyczony do innego pierwszoligowego zespołu, Heraclesa Almelo. Spędził tam pół roku.
Latem 2007 roku Friend został sprzedany z Heerenveen do niemieckiej Borussii Mönchengladbach występującej w 2. Bundeslidze. W 2008 roku z 18 golami na koncie zajął 2. miejsce w klasyfikacji strzelców 2. Bundesligi. W tym samym roku awansował z klubem do Bundesligi. Zadebiutował w niej 17 sierpnia 2008 roku w przegranym 1:3 meczu z VfB Stuttgart, w którym strzelił także gola.
Latem 2010 Friend przeszedł do drugoligowej Herthy Berlin. W 2011 roku został zawodnikiem Eintrachtu Frankfurt.

## Kariera reprezentacyjna
Friend jest byłym reprezentantem Kanady U-20 oraz U-23. W 2001 roku był uczestnikiem Mistrzostw Świata U-20, które Kanada zakończyła na fazie grupowej.
W seniorskiej kadrze Kanady Friend zadebiutował 18 stycznia 2003 roku w przegranym 0:4 towarzyskim meczu ze Stanami Zjednoczonymi. 4 września 2006 roku w wygranym 1:0 towarzyskim pojedynku z Jamajką strzelił pierwszego gola w drużynie narodowej.
W 2007 roku był uczestnikiem Złotego Pucharu CONCACAF. Zagrał na nich w spotkaniach z Kostaryką (2:1) i Haiti (2:0). Tamten turniej Kanada zakończyła na ćwierćfinale.